# Perdido Beach
Perdido Beach es un pueblo ubicado en el condado de Baldwin en el estado estadounidense de Alabama. En el Censo de 2010 tenía una población de 581 habitantes y una densidad poblacional de 290,21 personas por km².

## Geografía
Perdido Beach se encuentra ubicado en las coordenadas 30°21′14″N 87°30′21″O / 30.35389, -87.50583. Según la Oficina del Censo de los Estados Unidos, Perdido Beach tiene una superficie total de 3.22 km², de la cual 3.22 km² corresponden a tierra firme y (0%) 0 km² es agua.

## Demografía
Según el censo de 2010, había 581 personas residiendo en Perdido Beach. La densidad de población era de 290,21 hab./km². De los 581 habitantes, Perdido Beach estaba compuesto por el 96.21% blancos, el 0.17% eran afroamericanos, el 0.17% eran amerindios, el 0.17% eran asiáticos, el 0.17% eran isleños del Pacífico, el 2.93% eran de otras razas y el 2.07% pertenecían a dos o más razas. Del total de la población el 3.44% eran hispanos o latinos de cualquier raza.